# Ensemble du décor de la Chapelle des Pénitents blancs par Ambroise Crozat
 (juin 2014).
Si vous disposez d'ouvrages ou d'articles de référence ou si vous connaissez des sites web de qualité traitant du thème abordé ici, merci de compléter l'article en donnant les références utiles à sa vérifiabilité et en les liant à la section « Notes et références ».

La vision de Zacharie, La conversion de Saint Paul, Le Père éternel, Le Baptême de Jésus, Aaron, et Le Sacrifice de Jéroboam (ou Vieillard invoquant le ciel, les bras levés) sont des peintures à l'huile sur toile datant de 1722 conservées au musée des Augustins de Toulouse. Elles font partie d’une série de dix tableaux que  l’artiste Ambroise Crozat (vers 1695- après 1744) a réalisés pour orner le plafond de la chapelle de la confrérie des Pénitents Blancs à Toulouse. Ces œuvres sont des scènes bibliques ayant pour visée la glorification du Christ à travers différents épisodes mettant en valeur la puissance du divin.

## Historique des œuvres
À l'origine ces six tableaux faisaient partie d'un ensemble ornant le plafond de la chapelle de la confrérie des Pénitents Blancs de Toulouse. À la Révolution, les œuvres sont saisies et placées en 1794 au Muséum provisoire du Midi de la République, qui deviendra le musée des Augustins. Sur les dix tableaux de la commande attribués à Ambroise Crozat, six sont conservés au musée des Augustins dont trois sont exposés aujourd'hui dans le Salon blanc. Les trois autres, Le Baptême de Jésus, Aaron, et Le Sacrifice de Jéroboam sont conservés en réserves.

### Origine de la commande et provenance des tableaux
Ces tableaux ont été réalisés à la suite d'une commande faite par la confrérie des Pénitents Blancs en 1722. Celle-ci faisait partie des quatre confréries de la ville de Toulouse, les autres étant les confréries des Pénitents bleus, noirs et gris. Elle était constituée essentiellement de membres du tiers-état, en particulier d’artisans et elle se consacrait aux actes de charité, à l’austérité et à une dévotion particulière à la Circoncision du Christ. Antoine Rivalz (1667-1735), maître d’Ambroise Crozat, effectua les dessins préparatoires pour son élève ainsi que pour Pierre Subleyras (1699-1749) auteur d'une première série de cinq tableaux pour ce décor (également conservés au musée des Augustins). La confrérie lui a commandé de nouvelles réalisations pour compléter l’ornementation du plafond, mais Subleyras étant pris par d’autres commandes, cette série fut confiée à Crozat. Ainsi il réalisa le cycle des dix tableaux, dont font partie les six étudiés ici, dans le respect du thème décoratif du plafond : la glorification du Christ. Néanmoins, l’art de Crozat fut toujours considéré comme bien inférieur à celui de Subleyras.

## Description
La vision de Zacharie : Le sujet central, Zacharie, se trouve en haut des marches des escaliers du temple de Jérusalem. Il est debout et écarte théâtralement les bras. Le prophète porte une coiffe, une tunique dont les franges sont ornées de clochettes et un pendentif précieux. À sa gauche, se trouve une roche dans laquelle sept yeux gauches sont incrustés. Derrière le personnage se trouve une base de colonne géante, une colonnade et une lourde teinture dévoilant un décor théâtral. L’ange du Seigneur désigne la pierre angulaire au religieux Zacharie.  
La Conversion de saint Paul : Au premier plan, le personnage Saül ou saint Paul et son cheval sont effondrés. L’homme portant son équipement de combat, effectue une torsion vers la gauche et lève la tête pour contempler l’apparition divine. Le choc de cet événement manque de le faire chuter, mais un deuxième personnage le retient. Ce dernier cache son visage, il ne peut supporter la vue du Christ. Ils sont tous les deux stupéfaits par l’apparition du personnage divin, se situant au deuxième plan dans le ciel nuageux. Seul le haut de son corps apparaît. Il lève ses deux bras au ciel, tout en gardant un sourire bienveillant, et les yeux baissés vers le pharisien. À l’arrière-plan, l’armée de Saül est peu visible, seulement deux têtes et plusieurs lances apparaissent. 
Le Père éternel : Le Père Éternel  est placé sur des nuages d’un ciel ocre. Il est pieds nus, et porte des habits simples. Le bas de son corps est couvert d'un drapé blanc qui se gonfle à l’arrière et se surélève donnant un effet de mouvement. Le haut de son corps est vêtu d’un tissu bleu ciel attaché par une ceinture dorée. Sa tête est tournée vers la droite, son regard se dirigeant du même côté traverse le tableau. Il lève sa main droite et tient de sa main gauche un orbe bleu et or. Les couleurs dominantes sont claires : un dégradé allant du gris à l’ocre en passant par un blanc terreux. 
Le Baptême de Jésus : Une figure massive, à contre-jour est placée au premier plan du tableau. Il est peint dans des tons ocre et ne porte qu'un drap rouge. Il tourne le dos au spectateur et observe la scène se déroulant au second plan. Cette dernière représente Jésus agenouillé dans un cours d'eau, les mains jointes, recevant dans le cou l'eau bénite que lui verse Jean-Baptiste. Le Christ, légèrement tourné vers le spectateur, a une apparence juvénile marquée par l'absence de barbe. Le personnage brun est pâle et porte un drapé bleu ciel. À l'inverse, Jean-Baptiste possède l'apparence d'un homme d'âge mûr, robuste, au teint mat. Il est debout, penché vers Jésus et il est habillé d'un drap rouge. Une foule à l'arrière-plan constituée de personnages vêtus de bleu et de rouge regarde la scène avec attention. 
Aaron : Le personnage à la barbe blanche qui est vêtu d'un chaperon ocre et d'un drapé bleu, est vu en contre-plongée. Il tend de sa main droite un parchemin déroulé sur lequel sont inscrits des symboles semblables à ceux imprimés sur les bandes blanches de son chaperon. Ces dernières sont situées sur les bords du tissu ocre. Légèrement tourné vers la droite, Aaron garde cependant son visage face au spectateur. En arrière-plan, Crozat dispose une architecture antique ornée de colonnes corinthiennes, et à gauche, plus en retrait, une construction pyramidale.   
Le sacrifice de Jéroboam : Bien que la toile coupée en deux soit extrêmement abîmée, elle semblerait représenter en contre-plongée un vieil homme de profil Jéroboam tendant le bras gauche vers le ciel. Son regard se tourne vers la gauche tout comme sa main droite dont la paume est visible. Le vieil homme à la barbe grise est habillé d'un drapé. Le spectateur peut aussi remarquer la présence d'un autel sur lequel une tête bovine aurait été placée.

## Contexte
Les tableaux ont été réalisés au début du règne de Louis XV. La confrérie des Pénitents Blancs souhaitait glorifier le Christ à travers les œuvres d'art, leur groupe louant la charité et l'austérité.

## Analyse
La vision de Zacharie peut surprendre puisque la représentation de la pierre aux sept yeux de la vision du prophète est fort rare. Les sept yeux représentent l'omniscience de Dieu. Il renvoie à l'épisode de Zacharie et de l'ange dans lequel ce dernier lui explique la signification de chaque objet qu'il voit. Parmi eux, les sept lampes au sommet d'un chandelier d'or incarnent les yeux du Divin qui parcourent la Terre. La représentation du prophète a été extrêmement influencée par l’iconographie de Aaron, sujet d’un des tableaux que réalisa Crozat. En effet, le pendentif précieux, la tunique avec des franges ornée de clochettes sont propres à la tenue de ce personnage.
La Conversion de saint Paul témoigne des qualités narratives de l’artiste, venant de son maître Antoine Rivalz, et de son sens du mouvement. Ce dernier élément est rare dans la peinture de Crozat. Cependant, la symétrie des attitudes du Christ et de Saül est trop systématique.
Le Père Éternel est le seul tableau circulaire du cycle. Il est probable qu’il ait eu une place centrale dans ce dernier. La recherche des effets lumineux dans Le Père Éternel est plus complexe que dans les autres tableaux. Ainsi, l’absence d’architecture a permis à Crozat de se concentrer sur les contrastes et leur expressivité. Le pied qui sort du cadre est un effet de composition qui se retrouve dans d’autres de ses tableaux. Cette huile est celle qui se fond le mieux avec les toiles de Subleyras occupant le même espace que la série de Crozat.
Le Baptême du Christ est l'un des tableaux les plus marqués par l'influence d'Antoine Rivalz. Le spectateur peut voir dans ce Baptême un écho à celui peint par le maître. Plusieurs personnages rappellent certaines figures des tableaux de Rivalz. Ainsi, l'homme au premier plan qui semble se déshabiller renvoie à celui représenté dans Spirario. Quant au visage de l'enfant émergeant de la foule, il est sans nul doute emprunté au cycle du Capitole réalisé par le maître. Crozat semble aller jusqu'à peindre un portrait d'Antoine Rivalz que le spectateur peut identifier comme étant le vieil homme fondu dans la foule qui regarde devant lui. Toutefois, ces inspirations ne sont pas les seules composantes importantes du tableau. Le groupe Christ/ Jean-Baptiste frappe lui aussi par le contraste des deux jeunes hommes ; alors que Jean-Baptiste présente un corps massif et hâlé, Jésus dont le teint est bien plus pâle, est quant à lui représenté sous des traits juvéniles. La représentation de la foule à contre-jour est originale, nous pouvons néanmoins remarquer le peu de profondeur psychologique chez les personnages dont les visages tendent à se confondre.
Aaron ou ce qui semble être un prophète, pose le trouble sur son identité. En effet, cette figure reconnue dans un premier temps comme Aaron, n'a pourtant pas ses attributs : les clochettes d'or et le diadème, et son visage se confond avec celui du Père éternel ou avec celui de Zacharie. La composition connaît quelques maladresses comme l'emplacement du bâtiment qui crée un rapport d'échelle peu vraisemblable. Néanmoins, Crozat sait user de la contre-plongée qui accentue l'effet dramatique de la silhouette imposante
Le sacrifice de Jéroboam illustre la sobriété des représentations de Crozat, ainsi que la sécheresse du trait notamment dans les lignes pures de ses architectures. La partie manquante du tableau ne gêne pas la lisibilité de la représentation qui reste malgré tout claire et significative. Là encore, la contre-plongée est au service de la gestuelle dramatique du vieil homme. En le surélevant, le socle en pierre renforce la massivité de cette figure à la fois imposante et paternelle. Aussi, il semblerait que cet homme soit bien la représentation de Jéroboam. En suivant cette interprétation, la partie manquante montrerait l'envoyé de Dieu venu empêcher Jéroboam de réaliser ce sacrifice.

## Accueil du public
L'œuvre d'Ambroise Crozat a suscité l'intérêt du public du XXe siècle à travers La vision de Zacharie, à l'époque où se développe un goût pour les œuvres pouvant être considérées comme les premières manifestations surréalistes.

### Postérité
La vision de Zacharie fut exposée au Musée des Abattoirs, dans le cadre d’une intervention de John M Armleder. Chritian Bernard lui demanda de présenter sous un nouvel angle des œuvres des collections publiques de la ville de Toulouse.